# Georgios Kalogiannidis
Georgios Kalogiannidis, grški lokostrelec, * 21. november 1982. 
Sodeloval je na lokostrelskem delu poletnih olimpijskih igrah leta 2004, kjer je osvojil 54. mesto v individualni in 13. mesto v ekipni konkurenci.